# Thuận Châu (thị trấn)
Thuận Châu là thị trấn huyện lỵ của huyện Thuận Châu, tỉnh Sơn La, Việt Nam.

## Địa lý
Thị trấn Thuận Châu có vị trí địa lý:
- Phía đông giáp xã Thôm Mòn và xã Tông Lạnh
- Phía tây giáp xã Chiềng Bôm
- Phía nam giáp xã Púng Tra
- Phía bắc giáp xã Phổng Ly.

Thị trấn Thuận Châu có diện tích 18,20 km², dân số năm 2023 là 13.280 người, mật độ dân số đạt 729 người/km².
Thị trấn Thuận Châu có quốc lộ 6 đi qua địa bàn, ngoài ra, tuyến tỉnh lộ 108 nối đến các xã khác trong huyện cũng bắt nguồn từ ranh giới của thị trấn. Các đường phố trên địa bàn thị trấn gồm có:
- Quốc lộ 6: đường Tây Bắc, đường 21/11, đường Trung Dũng, đường Nặm Muổi.
- Phố Lê Hữu Trác, phố Chu Huy Mân, phố Lò Văn Hặc, phố Noong Luông, phố Pha Luông, phố 7/5, phố Chu Văn An, phố 23/8, phố Khau Tú, phố Nguyễn Lương Bằng.

## Hành chính
Thị trấn Thuận Châu được chia thành 23 tiểu khu: 1, 2, 3, 4, 5, 6, 7, 8, 9, 10, Bỉa, Bon Nghè, Bó Lạnh, Bó Tảư, Chiềng Ly, Dừn, Đông, Huông, Nà Cài, Nà Lĩnh, Pán, Phiêng Còng, Ta Ngần.

## Lịch sử
Năm 2015, thị trấn Thuận Châu có 21 tiểu khu: 1, 2, 3, 4, 5, 6, 7, 8, 9, 10, 11, 12, 13, 14, 15, 16, 17, 18, 19, 20, 21.
Ngày 12 tháng 6 năm 2019, HĐND tỉnh Sơn La ban hành Nghị quyết số 119/NQ-HĐND về việc:
- Sáp nhập tiểu khu 2 vào tiểu khu 1.
- Thành lập tiểu khu 2 trên cơ sở tiểu khu 3 và tiểu khu 4.
- Thành lập tiểu khu 3 trên cơ sở tiểu khu 5, tiểu khu 6 và một phần tiểu khu 13.
- Thành lập tiểu khu 4 trên cơ sở tiểu khu 7 và tiểu khu 8.
- Thành lập tiểu khu 5 trên cơ sở tiểu khu 9 và tiểu khu 12.
- Thành lập tiểu khu 6 trên cơ sở tiểu khu 10 và tiểu khu 11.
- Thành lập tiểu khu 7 trên cơ sở tiểu khu 15 và phần còn lại của tiểu khu 13.
- Thành lập tiểu khu 8 trên cơ sở tiểu khu 14 và tiểu khu 16.
- Thành lập tiểu khu 9 trên cơ sở tiểu khu 17 và tiểu khu 21.
- Thành lập tiểu khu 10 trên cơ sở 3 tiểu khu: 18, 19, 20.

Thị trấn Thuận Châu có 10 tiểu khu: 1, 2, 3, 4, 5, 6, 7, 8, 9, 10.
Ngày 30 tháng 6 năm 2024, UBND tỉnh Sơn La ban hành Quyết định số 1264/QĐ-UBND về việc công nhận đô thị Thuận Châu (thị trấn Thuận Châu mở rộng) đạt tiêu chí đô thị loại V.
Ngày 14 tháng 11 năm 2024, Ủy ban Thường vụ Quốc hội ban hành Nghị quyết số 1280/NQ-UBTVQH15 về việc sắp xếp đơn vị hành chính cấp huyện, cấp xã của tỉnh Sơn La giai đoạn 2023 – 2025 (nghị quyết có hiệu lực từ ngày 1 tháng 2 năm 2025). Theo đó, điều chỉnh 13,09 km² diện tích tự nhiên, quy mô dân số là 5.834 người của xã Chiềng Ly và 4,19 km² diện tích tự nhiên, quy mô dân số là 2.363 người của xã Phổng Lăng vào thị trấn Thuận Châu.
Thị trấn Thuận Châu có 18,20 km² diện tích tự nhiên và quy mô dân số là 13.280 người.
Ngày 20 tháng 1 năm 2025, UBND tỉnh Sơn La ban hành Quyết định số 163/QĐ-UBND về việc:
- Chuyển Bản Bỉa thành tiểu khu Bỉa.
- Chuyển bản Bon Nghè thành tiểu khu Bon Nghè.
- Chuyển bản Bó Lanh thành tiểu khu Bó Lanh.
- Chuyển bản Bó Tảư thành tiểu khu Bó Tảư.
- Chuyển Bản Dửn thành tiểu khu Dửn.
- Chuyển Bản Đông thành tiểu khu Đông.
- Chuyển bản Chiềng Ly thành tiểu khu Chiềng Ly.
- Chuyển Bản Huông thành tiểu khu Huông.
- Chuyển bản Nà Cài thành tiểu khu Nà Cài.
- Chuyển bản Nà Lĩnh thành tiểu khu Nà Lĩnh.
- Chuyển Bản Pán thành tiểu khu Pán.
- Chuyển bản Ta Ngần thành tiểu khu Ta Ngần.

Ngày 21 tháng 1 năm 2025, HĐND tỉnh Sơn La ban hành Nghị quyết số 455/NQ-HĐND về việc thành lập tiểu khu Phiêng Còng trên cơ sở Bản Còng và một phần của bản Thái Cóng.